# Carlos Estrada
Demetrio Jorge Otero Logares, conocido como Carlos Estrada (Buenos Aires, 22 de octubre de 1922 - Buenos Aires, 16 de noviembre de 2001) fue un actor argentino de carrera internacional, que desarrolló tanto en el teatro y el cine de su país de origen como en España.

## Biografía
Hijo de padres españoles, oriundos del Principado de Asturias, perteneció al Seminario de Arte Dramático (dependiente del Teatro Nacional Cervantes de Buenos Aires) y después a la Escuela Superior de Enseñanza Artística, donde completó su formación teatral. En 1950 tomó la decisión de dedicarse exclusivamente a la interpretación.
Sus actuaciones radiofónicas le dieron mucha popularidad. Además, adquirió prestigio en escena interpretando clásicos tanto del teatro español como norteamericano, lo que motivó que el cine argentino se interesase por él, realizando su primer protagonista en la película de Mario Soffici Oro bajo (1956). Pero el éxito le llegó en 1959 con Angustias de un secreto, del director Enrique Carreras.
En 1961 recibió el Premio Nacional del Círculo de Periodistas Cinematográficos de la Argentina por su trabajo en El rufián. En esa época llega a España para rodar los exteriores de la película Punto y banca y en poco tiempo consigue personajes relevantes, habitualmente de atractivo galán, tanto en cine (Canción de juventud y Rocío de La Mancha, a las órdenes de Luis Lucia y junto a Rocío Dúrcal, o en películas como La casta Susana y Canción de arrabal, junto a Marujita Díaz) como en teatro, protagonizando en el Teatro Eslava la comedia Anatole, con dirección de Miguel Narros.
Otras incursiones cinematográficas de mayor complejidad fueron Accidente 703 (José María Forqué, 1962); La tía Tula (Miguel Picazo, 1964), cinta de notable éxito donde comparte protagonismo con Aurora Bautista; Crimen de doble filo (José Luis Borau, 1965); Adiós, Cordera, adaptación del cuento de  «Clarín» a cargo de Pedro Mario Herrero o Del amor y otras soledades, de Basilio Martín Patino (1969).
En 1985 protagonizó junto a Raúl Aubel y María Aurelia Bisutti la telenovela Coraje mamá.
En el medio teatral, destaca en La sirena varada, de Alejandro Casona (1963); Una vez al año (1975) de Bernard Slade; Siempre no es toda la vida, de Santiago Moncada (1979) o Reflejos con cenizas, de María Manuela Reina (1990).
Trabajó igualmente en países como Italia, Francia o México.
Eterno galán en las décadas de 1950 y 1960, y antes de conocer a Wallner, se le relacionó sentimentalmente con otras grandes actrices del momento como Julia Sandoval y Graciela Borges.
Falleció el 16 de noviembre de 2001, a los 79 años en el Sanatorio de la Esperanza, víctima de un ataque cerebrovascular. Sus restos descansan en el Panteón de la Asociación Argentina de Actores en el Cementerio de la Chacarita.

## Filmografía parcial
- Fragata Sarmiento…(1940)
- La casa del recuerdo …(1940)
- Su seguro servidor …(1954)
- La delatora (1955) …Inspector
- Catita es una dama (1956) …Enrique
- Los maridos de mamá (1956)
- Pecadora (1956) …Ruiz
- Oro bajo (1956) …Jacinto
- Estrellas de Buenos Aires (1956)
- Alejandra (1956) dir. Carlos Schlieper
- Procesado 1040 (1958) …Roberto Mayorga
- El dinero de Dios (1959) …Ramiro
- Punto y banca (1959)
- Angustias de un secreto (1959) …Padre Bernal
- Todo el año es Navidad (1960)
- Obras maestras del terror (1960) …Maurice Fralpont (episodio "El tonel de amontillado")
- Una americana en Buenos Aires (1961)
- Hijo de hombre (1961)
- El rufián (1961) …Héctor
- Canción de arrabal (1961) dir. Enrique Carreras
- Los culpables (1962) (España)
- Hombres y mujeres de blanco (1962) …Dandy
- Plaza de Oriente (1963) …Santiago Ardanaz
- Ensayo general para la muerte (1963) dir Julio Coll (España)
- La casta Susana (1963) dir. Luis César Amadori (España)
- Tiempo de amor (1964)
- Crimen de doble filo (1965)... Andrés Salas (músico) (España)
- Canción de juventud (1965)....padre de Rocío (pianista famoso)
- Lola, espejo oscuro (1966)
- Dos en el mundo (1966)
- Despedida de casada (1968)
- Humo de marihuana (1968) …Carlos Ocampo
- La culpa (1969) …Rodolfo Guerrero
- El gran crucero  (Inédita) (1969)
- Los muchachos de antes no usaban gomina (1969) dir. Enrique Carreras
- La fidelidad (1970)
- Allá en el Norte (1972)
- Paño verde (1973) …Miguel Acuña, "El Púa"
- Los muertos, la carne y el diablo (1974)
- Los médicos (1978)
- Los drogadictos (1979) …Custodio
- Queridas amigas (1980)
- Mingo y Aníbal contra los fantasmas (1985)
- Las barras bravas …Fiscal (1985)
- Sin querer, queriendo (1985)
- Contacto ninja en la Argentina  (Inédita) (1986)
- El cóndor de oro (1995)
- Comisario Ferro (1998) …Comisario mayor

### Premios[3]
- 1961: Premio Nacional del Círculo de Periodistas Cinematográficos de la Argentina por El rufián (1961).
- 1964: Premio del Público de la revista Fotogramas por La tía Tula (1964).
- 1964: Medalla de oro del Círculo de Bellas Artes de Madrid por La tía Tula (1964).
- 1973: Festival Internacional de Cine de Locarno: Premio al mejor actor por Paño verde (1973).
- 1973: Festival Internacional de Cine de Panamá: Premio a la interpretación masculina por Paño verde (1973).
- 1994: Premio Santa Clara de Asís a la trayectoria (compartido con su esposa, Erika Wallner) (1994).
- 1995: Premio Podestá por parte de la Asociación Argentina de Actores (1995).